# Tammerfors filmfestival

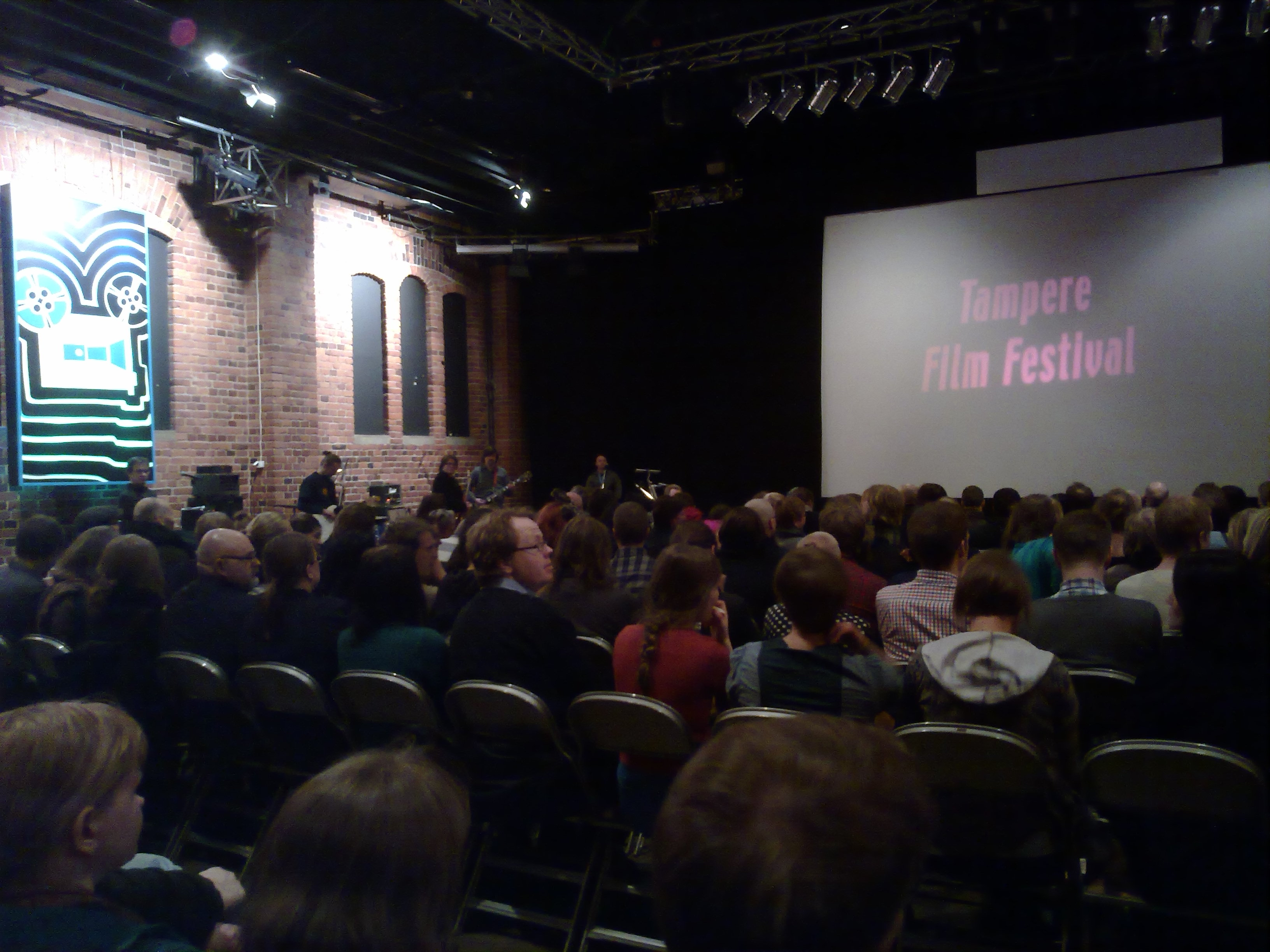
Tammerfors filmfestival, 2011

Tammerfors filmfestival (fi. Tampereen elokuvajuhlat, en. Tampere Film Festival) är en internationell filmfestival med inriktning på kortfilm, den anordnas årligen i Tammerfors. Festivalen grundades 1970 och har anordnats årligen sedan 1973.